# Glenea sejuncta
Glenea sejuncta là một loài bọ cánh cứng trong họ Cerambycidae.